# VF Corporation
```

```

VF Corporation est une entreprise américaine de distribution de produits liés à l'habillement. Son siège se trouve à Greensboro en Caroline du Nord, aux États-Unis.

## Histoire
L'entreprise est créée en octobre 1899, à Reading, en Pennsylvanie. C'est à l'origine un fabricant de gants, Reading Glove & Mitten Manufacturing Company. En 1919, l'entreprise s'appelle Vanity Fair Silk Mills, Inc ; les initiales « VF » résisteront au changement de nom en 1969, date de l'acquisition de Lee Jeans.
Depuis 2000, l'entreprise a acheté près de 20 marques, et possède de nos jours environ 700 magasins sous différentes enseignes.
En avril 2000, VF Corporation acquiert pour 25,4 millions de dollars l'entreprise The North Face, alors en difficultés financières, un mois après avoir acquis Eastpak pour un montant inconnu.
A la mi-2004, VF Corporation acquiert Vans, ses 156 magasins en propre et 1 722 employés, pour près de 400 millions de dollars.
John Varvatos (prêt-à-porter pour homme, composé de deux gammes : la principale John Varvatos et Varvatos*USA), marque appartenant à VF Corporation depuis 2003, qui avait la particularité d'être la seule marque du groupe à défiler durant la fashion week de Milan et New York, est revendue en 2012.
En septembre 2011, VF Corporation acquiert Timberland pour 2 milliards de dollars,, entreprise qui était détenue auparavant à 73,5% par la famille Swartz et qui possède au moment de son acquisition 230 magasins,.
En août 2017, VF Corporation annonce l'acquisition de Williamson-Dickie, qui détient les marques Workrite et Dickies, pour 820 millions de dollars.
En avril 2018, c'est le fabricant néo-zélandais de textile de sport haut-de-gamme Icebreaker qui est acquis à 100% auprès des actionnaires historiques.
En août 2018, VF Corporation annonce la scission et la mise en bourse de ses activités de jeans incluant les marques Lee et Wrangler qui totalisent un chiffre d'affaires de 2,5 milliards de dollars. Le reste de ses activités qui représente 11 milliards de dollars de chiffres d'affaires, voit leur siège social être déplacé à Denver au Colorado.
En novembre 2020, VF Corporation annonce l'acquisition de Supreme pour 2,1 milliards de dollars, entreprise qui était détenue auparavant par Carlyle Group.

## Activité
VF Corporation regroupe des marques présentes essentiellement dans les domaines du jeans, de l'outdoor, et du sportswear, ainsi que dans ceux de la chaussure et de la maroquinerie. Sa cible de clientèle et le positionnement de la plupart de ses produits restent principalement tournés vers des consommateurs jeunes et sportifs, avec des marques de prêt-à-porter généralement situées vers le milieu et le haut de gamme.
The North Face et Vans réalisent 75 % du chiffre d'affaires du groupe, et l'achat de la marque Timberland a permis de développer nettement le chiffre d'affaires à partir de 2011.

### Marques
Les principales marques, parmi les plus de 30 que possède VF Corporation :
 par ordre alphabétique / entre parenthèses, la date d'acquisition de la marque par VF Corporation
- 20X
- Aura
- Bulwark
- Chef Designs
- Dickies
- Eagle Creek
- Eastpak[5] (2000)
- Ella Moss
- Horace Small
- Icebreaker
- JanSports (sacs-à-dos)[11] (1986)
- Kipling
- Lee (jeans)[11] (1969)
- Lucy
- Majestic Athletic (2008)
- Napapijri (2004)
- Nautica (sports nautiques)[11]
- Red Kap
- Reef
- Riders
- Rustler
- Smartwool
- Splendid
- The North Face[5] (2000)
- Timberland[9] (2011)
- Vans[6] (2004)
- Wrangler (jeans) (1986)
- Supreme (2020)[17]